# Lycée Michel-Montaigne (Bordeaux)
Le lycée Michel-Montaigne, situé à Bordeaux, dans le département français de la Gironde, est un lycée d'enseignement général secondaire accueillant aussi des classes préparatoires aux grandes écoles.
Il a une longue histoire, parfois glorieuse, parfois tragique, peuplée de nobles, de prix Nobel, de résistants.
Son nom est celui d'un des Bordelais les plus célèbres : l'humaniste Michel de Montaigne (1533-1592), conseiller du Parlement, maire de la ville à deux reprises, auteur des Essais. 

## Localisation et architecture
Le lycée Montaigne est situé au cœur de la ville de Bordeaux. Il possède différentes entrées : sur le cours Victor-Hugo, la rue des Augustins (situé près du marché des Capucins), la rue du Mirail et la principale sur la rue Sainte-Catherine. Grâce à cette dernière, le lycée se trouve donc au centre de la vie culturelle, commerçante et vivante de la ville dans la plus grande rue piétonne d'Europe.
Le lycée allie histoire et modernité puisque deux des quatre bâtiments sont classés ; datant du 1er mai 1802, ces bâtiments s'inscrivent dans le style néoclassique qui fait suite à l'enrichissement de la ville.

## Histoire

### Création (1802) à l'époque du Consulat
Créé au tout début du XIXe siècle, le lycée Michel-Montaigne est issu du lycée de Bordeaux créé dès 1802 en vertu de la loi du 11 floréal an X (1er mai 1802) voulue par le Premier Consul Napoléon Bonaparte pour former les nouvelles élites du pays. C'est alors le seul lycée en Gironde et il reçoit des élèves de tout le département. 
Installé dans les bâtiments de deux anciens couvents du XVIIe siècle désaffectés à l'époque de la Révolution française, le lycée occupe l'extrémité de l'ancien quartier latin de Bordeaux. C'était auparavant le célèbre collège de Guyenne, créé au XVIe siècle et devenu ensuite un collège de Jésuites.
Il devient lycée impérial lorsque Napoléon Bonaparte devient empereur des Français en décembre 1804.

### Évolution ultérieure
Le lycée impérial devient collège royal sous la Restauration, lycée national sous la Deuxième République, lycée impérial sous le Deuxième Empire, et de nouveau lycée national sous la Troisième République. 
C'est un lycée de garçons, jusqu'à une date assez récente. Un lycée de jeunes filles est créé à Bordeaux à la fin du XIXe siècle (actuel lycée Camille-Jullian).

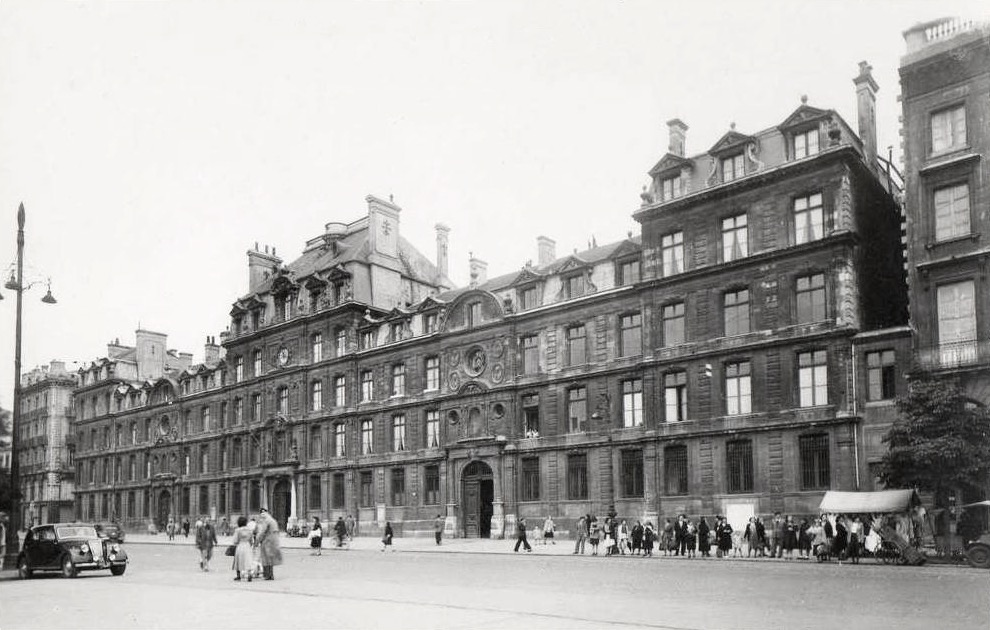
Façade du lycée en 1920.

### Hommage au morts de la ferme de Richemont (1944)
Sur la façade du lycée une plaque est apposée en mémoire des treize lycéens ou élèves de grandes écoles morts dans la ferme de Richemont à Saucats. Les étudiants âgés de 17 ans à 22 ans participaient à une école de cadres au service de la résistance française. Le 14 juillet 1944, la ferme fut attaquée, douze d'entre eux furent tués, un treizième étudiant fait prisonnier fut torturé puis fusillé le 29 juillet au camp de Souge. Les treize résistants ont été inhumés à Bordeaux le 21 avril 1945 au cimetière de la Chartreuse. Tous les ans, ce massacre est commémoré par des associations d'anciens combattants et des lycéens de Montaigne, avec un premier dépôt de gerbe sous la plaque de la façade Victor-Hugo, puis une cérémonie auprès du mémorial de la ferme de Richemont, comprenant un nouveau dépôt de gerbe et une lecture de poèmes par les élèves.

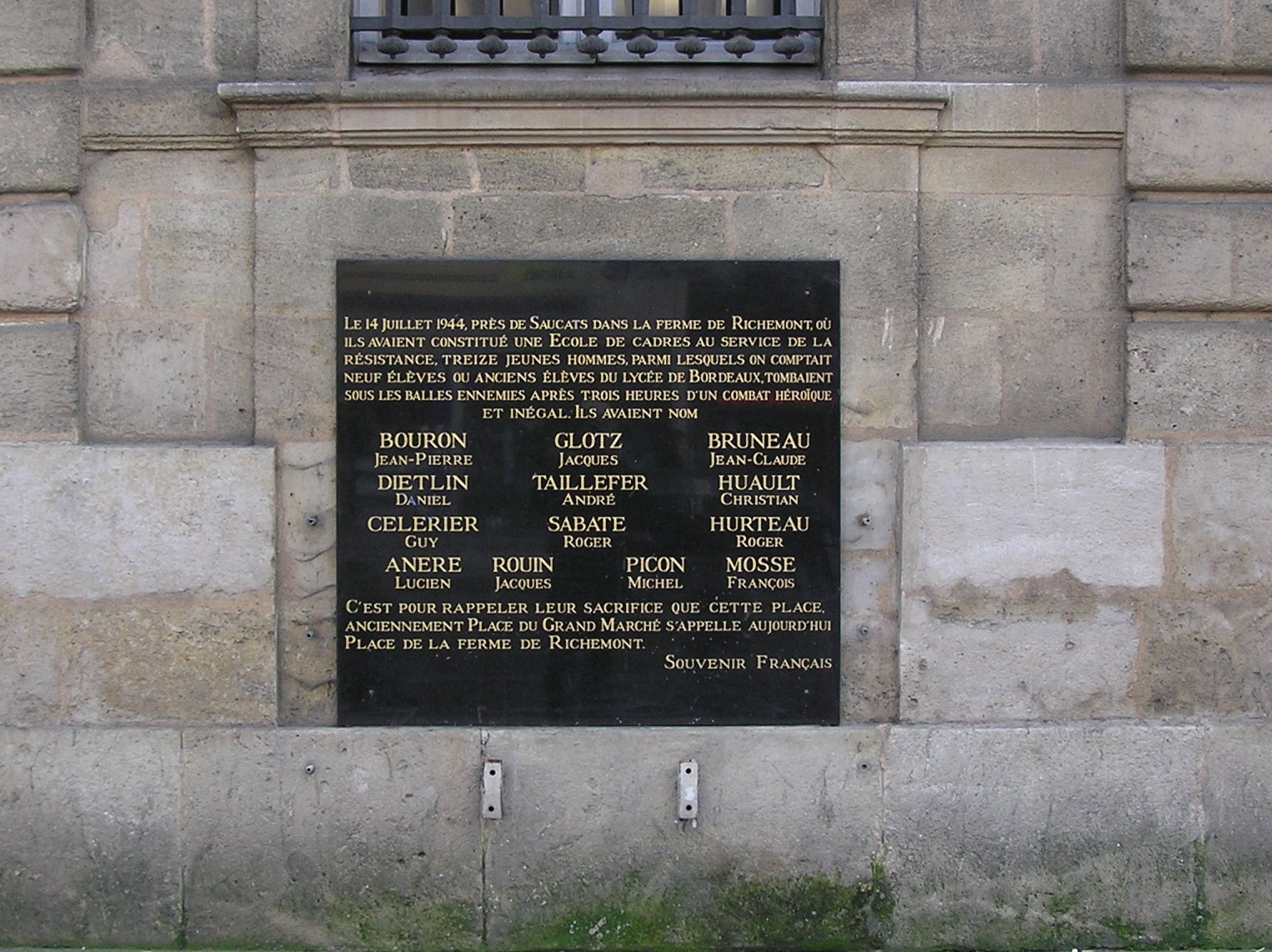
Plaque commémorative.

## Liste des chefs d'établissement (proviseurs et directeurs)
- 1802-1810 : Création : Edme Georges de Champeaux

- 1938-1940 : Camille Gibelin
- 1939-1940 : intérim assuré par M. Rieumajou
- 1940-1942 : M. Baudel
- 1942-1943 : M. Jacob
- 1943-1944 : M. Kessler
- 1944 : M. Rossignol
- 1944-1945 : intérim assuré par M. Avisseau
- 1945-1948 : M. Sire
- 1948-1958 : Henri Fauré
- 1958-1978 : Jean Lacoue-Labarthe
- 1978-1989 : Mottet-Auselo
- 1989-1997 : Michel Jouanin
- 1997-2004 : François Boulay
- 2004-2008 : Serge Vanhove
- 2008-2014 : Michel Bouchaud
- 2014-2019 : Paul Morin (décédé en service le 6 janvier 2019[6])
- 2019-2023 : Laurent Verreckt
- Depuis 2023 : Didier Leroy-Lusson

## Le lycée actuel

### Présentation
Il accueille 900 lycéens et près de 1 100 étudiants. Il dispose de bâtiments historiques qui accueillent l'administration, des logements et des salles de classe. Les bâtiments récents sont plus aptes à recevoir des classes scientifiques dans le but de travaux pratiques, mais servent aussi de classes normales, de CDI, de salle de conférence ou de self. Plusieurs bâtiments d'internat existent au milieu du lycée. 
L'entrée du lycée se fait par la rue Sainte-Catherine pour les élèves, et l'entrée de l'administration se situe sur le cours Victor-Hugo. 

### Classement du lycée (niveau baccalauréat)
En 2015, le lycée se classe 20e sur 46 au niveau départemental pour la qualité d'enseignement, et 1275e au niveau national. Le classement s'établit sur trois critères: le taux de réussite au bac, la proportion d'élèves de première qui obtient le baccalauréat en ayant fait les deux dernières années de leur scolarité dans l'établissement, et la valeur ajoutée (calculée à partir de l'origine sociale des élèves, de leur âge et de leurs résultats au diplôme national du brevet).

### Classement (niveau des CPGE)
Le lycée Michel Montaigne propose pratiquement toutes les filières générales de classes préparatoires:
- 16 classes préparatoires scientifiques parmi lesquelles 2 MPSI, 1 MP2I, 2 PCSI, 2 MP,  1 MPI, 2 PSI, 2 PC, 4 BCPST.
- 5 classes préparatoires littéraires dont 4 classes de Lettres et 2 classes de Lettres et Sciences Sociales.
- 6 classes préparatoires économiques et commerciales dont 4 avec l’option scientifique et 2 avec l’option économique.

En 2015, L'Étudiant donnait le classement suivant pour les concours de 2014 :
| Filière | Élèves admis dans une grande école* | Taux d'admission* | Taux moyen sur 5 ans | Classement national | Évolution sur un an |
| --- | ----------------------------------- | ----------------- | -------------------- | ------------------- | ------------------- |
| ECE | 5 / 39 élèves                       | 13 %              | 10 %                 | 18e sur 105         | 1                   |
| ECS | 11 / 94 élèves                      | 12 %              | 12 %                 | 25e sur 95          | 11                  |
| Khâgne A/L | 2 / 52 élèves                       | 4 %               | 5 %                  | 14e sur 41          | 5                   |
| Khâgne B/L | 3 / 40 élèves                       | 8 %               | 11 %                 | 8e sur 22           | =                   |
| MP / MP* | 29 / 119 élèves                     | 24 %              | 18 %                 | 15e sur 114         | 6                   |
| PC / PC* | 18 / 83 élèves                      | 22 %              | 21 %                 | 12e sur 110         | 1                   |
| PSI / PSI* | 30 / 86 élèves                      | 35 %              | 21 %                 | 13e sur 120         | 12                  |
| BCPST | 32 / 88 élèves                      | 36 %              | 32 %                 | 29eex-æquo sur 53   | 5                   |
| Source : Classement 2015 des prépas - L'Étudiant (Concours de 2014). * le taux d'admission dépend des grandes écoles retenues par l'étude. En filières ECE et ECS, ce sont HEC, ESSEC, et l'ESCP. Pour les khâgnes, ce sont l'ENSAE, l'ENC, les 3 ENS, et 5 écoles de commerce (HEC, ESSEC, ESCP, EM Lyon et EDHEC). En filières scientifiques, ce sont un panier de 11 à 17 écoles d'ingénieurs qui ont été retenus selon la filière (MP, PC, PSI, PT ou BCPST). |                                     |                   |                      |                     |                     |

Le classement 2020, qui donne les résultats des concours 2019, en gardant les mêmes critères de grandes écoles pour les économiques. Pour les B/L, l'Étudiant prend en compte les 3 ENS, l'ENC, et les 5 mêmes écoles de commerce. Cependant, en raison de la difficulté d'accès et de l'élargissement des écoles disponibles, aucun élève de A/L n'a intégré ces 9 écoles dans les 2 dernières années. Pour ce classement 2020 des A/L, nous prendrons donc en compte un ensemble de 10 écoles (ENS, ENC ...), 10 IEP, et une variété d'écoles de commerce. Pour les filières scientifiques, on se base ici sur un panel des meilleures écoles d'ingénieurs en fonction de la filière (entre 11 et 16): 
| Filière    | Élèves admis dans une grande école | Taux d'admission | Taux moyen sur 5 ans | Classement national |
| ---------- | ---------------------------------- | ---------------- | -------------------- | ------------------- |
| ECE        | 3 / 39 élèves                      | 7.7 %            | 10.7 %               | 25e                 |
| ECS        | 13 / 86 élèves                     | 15.1 %           | 11. 4 %              | 26e                 |
| Khâgne A/L | 12 / 46 élèves                     | 26.1 %           | 17.9 %               | 4e                  |
| Khâgne B/L | 5 / 44 élèves                      | 11.4 %           | 8.6 %                | 11e                 |
| MP / MP*   | 23 / 111 élèves                    | 20.7 %           | 22.4 %               | 21e                 |
| PC / PC*   | 14 / 84 élèves                     | 16.7 %           | 20.6 %               | 17e                 |
| PSI / PSI* | 27 / 79 élèves                     | 34.2 %           | 37.4 %               | 16e                 |
| BCPST      | 42 / 86 élèves                     | 48.8 %           | 42.8 %               | 24e                 |

Source : Classement L'Étudiant 2020 des prépas (Concours 2019)

## Anciens élèves
- Paul Andreu, architecte ingénieur
- François Bayrou, homme politique, ancien ministre de l'Éducation nationale, Premier ministre
- Philippe Besson, écrivain
- Roger Bissière, peintre
- Roger Cayrel, astronome, membre de l'Académie des Sciences
- Jean-Roger Caussimon, chanteur et parolier
- Fernand Chapouthier (1899-1953), helléniste et archéologue
- Hervé Le Corre, auteur de roman policier
- Claude Dagens, évêque, membre de l'Académie française
- Marie Darrieussecq, écrivain
- Jean-Gabriel Domergue, peintre
- Félix Éboué, homme politique (une plaque dans la cour du lycée lui rend hommage)
- Jean-Pierre Farandou, ex-président de Keolis et président de la SNCF
- Hubert Germain, résistant et homme politique, compagnon de la Libération
- Ernest Godard, médecin et anthropologue
- Charles Gruet, maire de Bordeaux de 1912 à 1919
- Georges Gusdorf, philosophe
- Hassan II, prince héritier au trône du royaume du Maroc de 1929 à 1961, puis roi du Maroc de 1961 à 1999
- Paul Ibos, résistant, compagnon de la Libération
- Michel Iturria, dessinateur
- Jean Klingebiel, médecin mort pour la France
- Philippe Levillain, historien[17]
- Sandra Laugier, philosophe
- René Maran, écrivain
- Patrick Modiano, écrivain
- Michel Ohl, écrivain
- Pierre Palmade, comédien
- Didier Pourquié, écrivain
- Georges de Sonneville, peintre, dessinateur et graveur
- Gaston Tong Sang, homme politique, ancien président de la Polynésie française
- Jean-Didier Vincent, neuropsychiatre et neurobiologiste
- Ramón Xirau, poète et philosophe
- Eloïse Lièvre, écrivain

## Anciens professeurs
- Xavier Darcos, de l'Académie française, ancien ministre de l'éducation nationale
- Robert Darrigrand, hispaniste et un linguiste occitan
- Markus Hediger, écrivain et traducteur
- Alfred Kastler, prix Nobel de physique
- Jean Mesnard, membre de l'Académie des Sciences Morales et Politiques
- Jean Rey[Lequel ?], professeur agrégé d'anglais, auteur célèbre d'ouvrages d'enseignement (décédé en 1982)
- Patrick Rödel, universitaire et écrivain
- Gabriel Delaunay, professeur agrégé de géographie, résistant, haut fonctionnaire et écrivain
- Jean Brun, philosophe (1919-1994)